# 雅龙乡
雅龙乡，是中华人民共和国广西壮族自治区河池市大化瑶族自治县下辖的一个乡镇级行政单位。

## 行政区划
雅龙乡下辖以下地区：
红日村、伟平村、雅林村、林茂村、道德村、宏伟村、温和村、镇西村、竹山村、胜利村、盘兔村、尤齐村和弄往村。